# Myron Franks
Myron Jay Franks, né le 23 décembre 1936 à Los Angeles, est un joueur américain de tennis.

## Carrière
Myron Franks est l'un des meilleurs joueurs de tennis américains des années 1950.
En junior, il remporte le titre national en double aux côtés de Jon Douglas en 1953, puis il est classé no 1 junior en simple au Kalamazoo National tournament en 1954.
1/8 de finale en 1957 à l'Open d'Australie et 1/8 également à l'US Open 1958.
À Wimbledon en 1964 il joue 198 jeux en trois tours (6-8, 6-1, 3-6, 6-4, 6-4 ; 6-3, 2-6, 6-4, 10-12, 6-4 ; 10-12, 9-7, 17-15, 3-6, 4-6)
1/4 de finale en 1957 à l'Open d'Australie, en double avec son compatriote Michael Green.
1/4 de finale en 1957 à Wimbledon, en double avec son compatriote Michael Green.